# Acura RLX
La Acura RLX è un'auto prodotta dalla casa automobilistica giapponese Acura dal 2012 al 2020.

## Storia
La produzione della RL è terminata presso lo stabilimento di Saitama il 16 giugno 2012, per iniziare quella dell'erede RLX che è stata messa in vendita il 15 marzo 2013. È offerta in due versioni, un modello base a trazione anteriore dotato di sistema a quattro ruote sterzanti denominato All-Wheel Steer (P-AWS) e una variante ibrida con SH-AWD con trazione integrale.

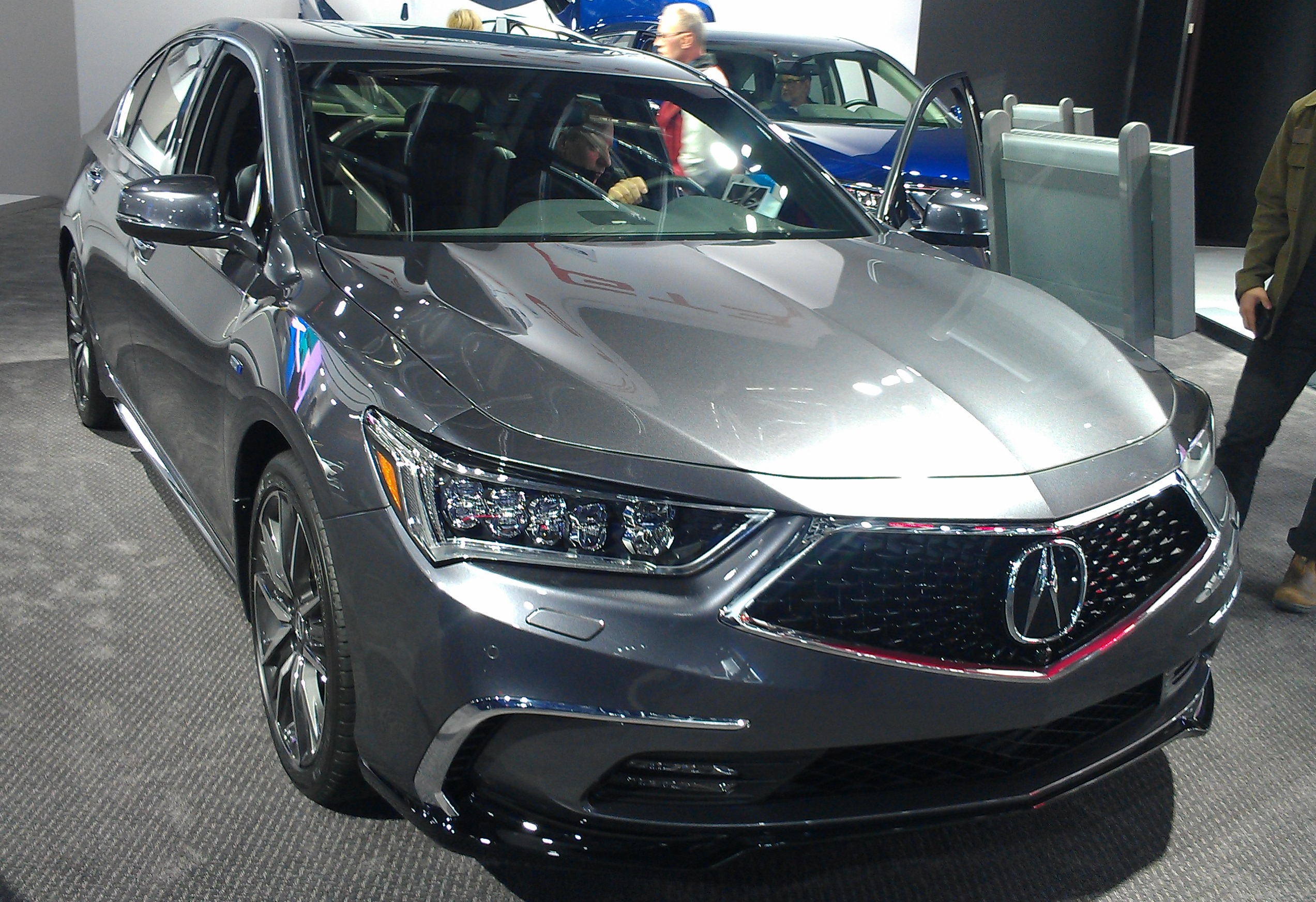
Acura RLX Restyling

La RLX Sport Hybrid ha debuttato nel 2013 al Los Angeles International Auto Show. La distribuzione dei peso (anteriore: posteriore) migliorata da 61:39 nei modelli non ibridi a 57:43 nei modelli ibridi. Le vendite negli Stati Uniti sono iniziate nel mese di settembre 2014. 
Tutte le RLX sono alimentate da un V6 Earth Dreams da 3,5 litri a iniezione diretta che utilizza la tecnologia VTEC accoppiato con un cambio automatico a 6 velocità e con potenza massima di 310 CV a 6500 giri/min e 272 Nm di coppia a 4500 giri/min.
I modelli ibridi utilizzano una trasmissione a doppia frizione a 7 marce in cui è integrato un motore elettrico da 35 kW (47 CV), con in più altri due motori per ciascuna ruota posteriore da 27 kW (36 CV) l'uno. Questa configurazione permette di avere la trazione integrale senza l'ausilio di un albero di trasmissione. Ad alimentare il sistema c'è un pacco batteria agli ioni di litio da 72 celle e da 1,3 kWh che è stato posizionato dietro i sedili posteriore. La potenza totale del sistema sull'ibrido è di 377 CV a 6.500 giri/min.
Nel novembre 2017 arriva il restyling, che porta in dote il nuovo linguaggio di stilistico di Acura con la sua griglia frontale dalla forma pentagonale-diamantata, fascioni anteriori e posteriori ridisegnati, luci posteriori a LED ridisegnate, fari anteriori a Full LED, un nuovo design dei cerchi, un cofano ridisegnato e finiture dello scarico cromate. Sono state apportate modifiche anche agli interni, con l'introduzione di nuovi sedili anteriori e nuovo volante. La variante a trazione anteriore ha ricevuto una nuova trasmissione automatica a 10 velocità. La lunghezza è cresciuta fino a toccare i 5032 mm.